# Mahmoud Mekki
Mahmoud Mekki (arabe : محمود مكي) est un magistrat et homme d'État égyptien. Le 12 août 2012, il est nommé vice-président de la république arabe d'Égypte par le président Mohamed Morsi,, un poste très rarement pourvu depuis la république d'Égypte.
Il démissionne le 22 décembre 2012, le jour du vote sur la nouvelle constitution, qui prévoit la disparition du poste de vice-président et il déclare que « j'ai réalisé depuis un moment que la nature du travail politique ne convient pas à ma formation professionnelle de juge ».